# Лінійні функції алгебри логіки
Ліні́йні фу́нкції а́лгебри ло́гіки — функції алгебри логіки, які можна представити у вигляді {\displaystyle f(x_{1},\ldots ,\ x_{n})=a_{0}\oplus a_{1}x_{1}\oplus \ldots \oplus a_{n}x_{n}}.
Кожна лінійна функція алгебри логіки повністю визначається набором своїх коефіцієнтів {\displaystyle \ a_{0},\ldots ,\ a_{n}}, що приймають значення 0 або 1. Звідси очевидно, що число всіх лінійних функцій алгебри логіки від {\displaystyle ~n} аргументів рівно {\displaystyle ~2^{n+1}}.
Зокрема, всі функції однієї змінної є лінійними.
Клас всіх лінійних функцій алгебри логіки є замкненим класом функцій алгебр логіки; більш того, він є предповним класом функцій алгебри логіки.